# Plagiobothrys salsus
Plagiobothrys salsus är en strävbladig växtart som först beskrevs av Brandeg., och fick sitt nu gällande namn av Ivan Murray Johnston. Plagiobothrys salsus ingår i släktet tiggarstavar, och familjen strävbladiga växter. Inga underarter finns listade i Catalogue of Life.